# Gena Lee Nolin
 (juin 2017).
Si vous disposez d'ouvrages ou d'articles de référence ou si vous connaissez des sites web de qualité traitant du thème abordé ici, merci de compléter l'article en donnant les références utiles à sa vérifiabilité et en les liant à la section « Notes et références ».
Pour les articles homonymes, voir Lee.
Gena Lee Nolin (née à Duluth, Minnesota le 29 novembre 1971) est une actrice et mannequin américaine.
Elle est surtout connue pour sa participation à la série télévisée Alerte à Malibu.

## Biographie
Dès son adolescence, sa famille déménage à Las Vegas, elle participa à des concours de beauté et remporta celui de (miss Las Vegas).
Après des études secondaires, Gena se rendit à Los Angeles pour poursuivre son cursus scolaire, gagnant sa vie par des petits boulots.
En 1993, après son deuxième mariage, elle commence une carrière d'actrice à la télévision.
En 1995, elle obtient le rôle de Neely Capshaw, dans la série Alerte à Malibu. En 2000, elle devient le rôle-titre de la série Sheena, Reine de la Jungle.
En décembre 2001, elle pose entièrement nue dans Playboy alors qu'elle avait refusé à plusieurs reprises[source secondaire souhaitée] à l'époque de Alerte à Malibu.
En 2002, elle épouse en troisièmes noces un joueur de hockey de la LNH, Cale Hulse.
Elle a deux enfants, l'un de son deuxième mari, l'autre du troisième.

## Filmographie
- 2016 : The B Team : Gina Lee
- 2016 : Sharknado: The 4th Awakens : Neely
- 2006 : Beyond Legend Johnny Kakota : Crissy Collins
- 2003 : Alerte à Malibu - Mariage à Hawaï (TV) : Neely Capshaw
- 2000 : The Flunky (2000) : Sondra
- 2000-2002 : Sheena, Reine de la Jungle (série télévisée) : Sheena
- 1999 : The Underground Comedy Movie : Marylin
- 1998 : Baywatch: White Thunder at Glacier Bay (TV) : Neely Capshaw
- 1995 - 1998 : Alerte à Malibu (série télévisée) : Neely Capshaw Buchannon
- 1994 - 1995 : The Price Is Right (série TV) : Model
- 1994 : Airheads